# 克里斯蒂娜·施瓦尼茨
克里斯蒂娜·施瓦尼茨（Christina Schwanitz，1985年12月24日—）是一名德國田徑運動員，主攻鉛球項目。她的最佳成績是2015年在北京所締造20公尺77的紀錄。

## 外部連結
- Christina Schwanitz在的頁面